# Fort Alexander
Fort Alexander é uma comunidade em Manitoba, Canadá, localizada em Sagkeeng First Nation, na margem sul do rio Winnipeg. A área Sagkeeng, ou a foz do rio Winnipeg, foi originalmente povoada pelos acampamentos nativos usados para a pesca, caça, e comércio. Durante o período de comércio de peles, La Vérendrye construiu um posto de comércio, chamado Fort Maurepas, no lado norte do rio; esse posto foi abandonado perto do final do período francês. No ano de 1792, um executivo da North West Company, Toussaint Lesieur, construiu um posto no lado sul, que tornou-se um importante lugar para o provisionamento de colunas de canoas. Sacos de pemmican, trazidos dos postos da Northwest Company's no lado superior do rio Assiniboine, eram armazenados ali e tidos como necessários pelas colunas de canoas que passavam entre Grand Portage (mais tarde, Fort William) e o distante noroeste.  Este posto era habitualmente referido como Bas de la Rivière, devido à sua localização, na parte inferior do rio Winnipeg, e parece ter funcionado como a capital do distrito da empresa.  A Hudson's Bay Company operou o seu próprio posto aqui por alguns anos, entre 1795 e 1801.  Em 1807, o parceiro da North West Company, Alexander Mackay, reconstruiu o posto em um local mais próximo. No início de 1808, o novo posto ficou conhecido por Fort Alexander. Depois que as companhias Northwest e Hudson's Bay fundiram-se 1821, Fort Alexander funcionou como posto de comércio operado pelos nativos da região.